# Under the Red Sky
Under the Red Sky — двадцять сьомий студійний альбом американського музиканта та автора пісень Боба Ділана, виданий 11 вересня 1990 року лейблом Columbia Records.

## Про альбом
Альбом викликав певне розчарування та нерозуміння у критиків у порівнянні із попереднім «Oh Mercy». Зауваження були направлені на досить просте звучання, а також на те, що певні пісні здаються навіяними дитячими віршами. Примітним є той факт, що у записі альбому взяли участь Слеш, Елтон Джон, Джордж Гаррісон, Девід Кросбі, Стіві Рей Вон та Брюс Хорнсбі.
Альбом присвячений «Gabby Goo Goo»; як пізніше пояснив сам Ділан, це прізвисько його дочки. Після цього з'явилось припущення, що більш «дитячі» пісні в альбомі були створені для неї (що ніколи не було ні підтверджено, ні спростовано музикантом).

## Список пісень
| #  | Назва               | Тривалість |
| -- | ------------------- | ---------- |
| 1. | «Wiggle Wiggle»     | 2:09       |
| 2. | «Under the Red Sky» | 4:09       |
| 3. | «Unbelievable»      | 4:06       |
| 4. | «Born in Time»      | 3:39       |
| 5. | «T.V. Talkin' Song» | 3:02       |

| #   | Назва               | Тривалість |
| --- | ------------------- | ---------- |
| 6.  | «10,000 Men»        | 4:21       |
| 7.  | «2 × 2»             | 3:36       |
| 8.  | «God Knows»         | 3:02       |
| 9.  | «Handy Dandy»       | 4:03       |
| 10. | «Cat's in the Well» | 3:21       |